# Rechthoekhangmatspin
De rechthoekhangmatspin (Oreonetides vaginatus) is een spin uit de familie hangmatspinnen (Linyphiidae).
De soort wordt 3 tot 3,5 mm groot.